# Bródki (Jacnia)
Bródki – część wsi Jacnia w Polsce, położona w województwie lubelskim, w powiecie zamojskim, w gminie Adamów.
W latach 1975–1998 Bródki administracyjnie należały do województwa zamojskiego.
Wierni Kościoła rzymskokatolickiego należą do parafii Zesłania Ducha Świętego w Krasnobrodzie.